# Medalha de São Jorge
A Medalha de São Jorge (em russo: Георгиевская медаль; romaniz.: Georgievskaya medal) foi uma medalha do Império Russo instituída em 10 de agosto de 1913 em substituição às medalhas anteriormente criadas "Por bravura" para tropas irregulares e para a guarda de fronteira) e incorporada à Ordem Militar de São Jorge, o Grande Mártir e Vitorioso.
A medalha possuía 4 classes e destinava-se a premiar os praças (soldados e suboficiais) por méritos de combate em tempos de paz e de guerra, que, segundo o estatuto, não se enquadravam para a concessão da Cruz de São Jorge.

## Estatuto

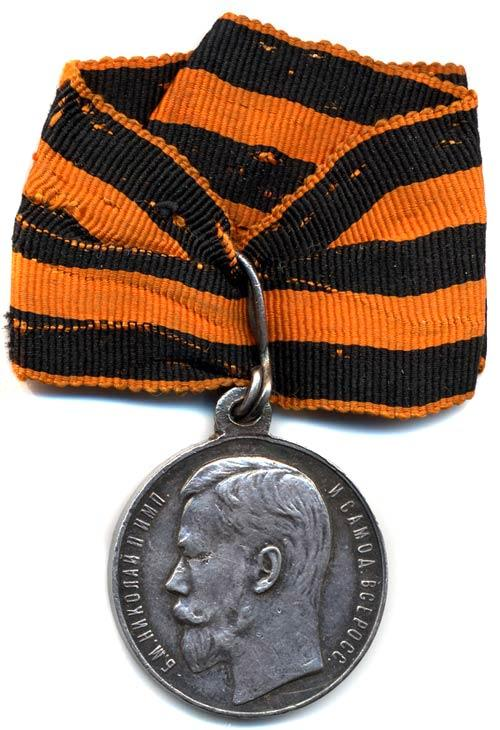
Medalha de São Jorge de 4ª classe feita de prata

Ao contrário da Cruz de São Jorge, a medalha podia ser concedida também a civis que tivessem realizado feitos em combate contra o inimigo, conforme exatamente previsto no estatuto da Cruz de São Jorge e, além disso: “Aquele que, sendo paramédico ou socorrista, permanecendo durante toda a batalha na linha de combate sob fogo intenso e real, demonstrando extraordinária abnegação, prestar socorro aos feridos ou, em circunstâncias de extrema dificuldade, carregar um ferido ou morto”.
A medalha, assim como a Cruz de São Jorge, possuía quatro classes e era usada no peito, em barrete semelhante, com fita de São Jorge. As classes da medalha se diferenciavam da mesma forma que as da Cruz de São Jorge: as duas classes superiores eram de ouro; as duas inferiores, de prata; as classes de 1ª e 3ª vinham com laço.
Ao condecorado com a medalha cabia o pagamento anual dos seguintes valores: pela 4ª classe — 12 rublos; pela 3ª classe — 18 rublos; pela 2ª classe — 24 rublos; e pela 1ª classe — 36 rublos. Ao receber uma medalha de classe superior, cessava o pagamento relativo à classe inferior. Em caso de falecimento do marido, a viúva podia continuar recebendo o valor por mais um ano. Em caso de perda involuntária da medalha por parte de um praça, uma nova medalha era concedida gratuitamente mediante solicitação da chefia.
Estavam previstas tanto condecorações individuais a soldados por distinções específicas quanto condecorações coletivas em unidades militares. O comandante do exército tinha o direito de conceder medalhas de São Jorge às tropas mais destacadas, na proporção de 2 a 5 medalhas por companhia, esquadrão, centúria ou bateria. Na marinha, a quantidade de medalhas atribuídas à tripulação era determinada conforme o tipo de navio. Após receber as medalhas, a própria unidade militar as distribuía entre seus integrantes conforme o procedimento estabelecido.
As medalhas de São Jorge eram usadas no peito, à direita das demais medalhas e à esquerda das Cruzes de São Jorge. A fita da medalha era a de São Jorge.

## Descrição
A medalha de ouro ou de prata é redonda e possui um diâmetro de 38 milímetros. Até 1915, era cunhada em ouro ou prata puros. No anverso, está representado o busto de Nicolau II da Rússia com a inscrição em torno: "Б. М. НИКОЛАЙ II ИМП. И САМОД. ВСЕРОСС" (abreviação de "Bozhiyey Milostiy Nikolay II Imperator i Samoderzhets Vserossiyskiy" — "Por graça de Deus Nicolau II Imperador e Autocrata de Toda a Rússia"). No reverso, constam a inscrição "ЗА ХРАБРОСТЬ" (Za Khrabrost'; Por bravura), a classe e o número de série. A medalha era usada suspensa por uma fita preto-amarela montada em forma pentagonal, a mesma da Ordem de São Jorge. Não havia previsão para o uso em barrete. Em 1917, o retrato do czar foi substituído por uma imagem de São Jorge e o dragão.

## Imagens de medalhas
| |  |  |  |
| Medalhas de São Jorge de todas as classes. No anverso está gravado o retrato de Nicolau II e a inscrição "Б. М. НИКОЛАЙ II ИМП. И САМОД. ВСЕРОСС." (abreviação de "Bozhiyey Milostiy Nikolay II Imperator i Samoderzhets Vserossiyskiy" — "Por graça de Deus Nicolau II Imperador e Autocrata de Toda a Rússia"). No reverso, está gravada a inscrição "За храбрость" (Za Khrabrost'; Por bravura), o número e a classe. O diâmetro das medalhas é de 28 mm. |  |  |  |